# Mazda 6
Mazda 6 sau Mazda6 (cunoscut sub denumirea de Mazda Atenza în China și Japonia, derivat din limba italiană attenzione) este o mașină de dimensiuni medii produsă de Mazda din 2002. 
L-a înlocuit pe mult îndelungatul Capella/626 în 2002. Mazda 6 a vândut mai mult de un milion de unități, mai repede decât toate celelalte serii de Mazda.
Mazda 6 a fost comercializat ca primul exemplu al companiei de Eleganță și Intuitivitate, fapt urmat și de Mazda 2 în decembrie 2002, RX-8 în august 2003, Mazda3  în ianuarie 2004, Mazda5 în vara anului 2005, MX-5 în octombrie 2005, și CX-7 în noiembrie 2006. Mazda 6 2003 este, în esență, la a 6-a generație Mazda 626,  Mazda 6 continuând pe Platforma G, progresând de la platforma GF 626/Capella la platforma GG Mazda 6.
Designul impresionant, sistemul multimedia ușor de utilizat și suita de siguranță i-Activesense au contribuit la obținerea premiului IIHS Top Safety Pick + în 2021, iar multe alte soluții de du-te-vino compensează. Acest stil de caroserie nu este asociat cu o gardă la sol ridicată (cu excepția ciudatului AMC Eagle din anii 1980), dar Mazda 6 se numără printre sedanurile cu cea mai mare gardă la sol.